# نستور ۶۵۹

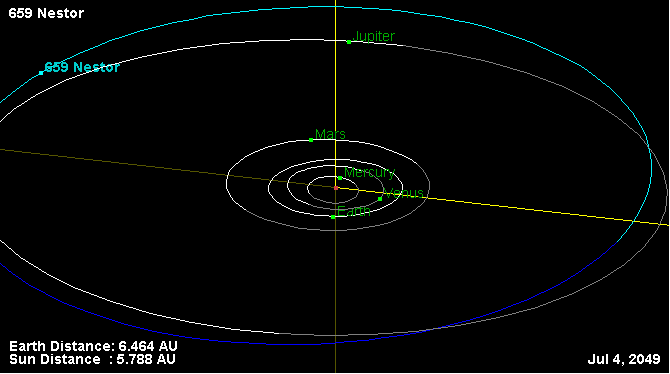
نمایی از محل قرارگیری سیارک نستور ۶۵۹ در مدار – ۲۰۱۱

سیارک ۶۵۹ (به انگلیسی: 659 Nestor، نامگذاری:1908CS) ششصد و پنجاه و نهمین سیارک کشف شده‌است که در ۲۳ مارس ۱۹۰۸ و در هایدلبرگ کشف شد.
قدر مطلق سیارک برابر ۸٫۹۹ است.